# 藤原重頼
藤原 重頼（ふじわら の しげより）は、平安時代後期から鎌倉時代初期にかけての貴族・鎌倉幕府御家人。藤原北家勧修寺流、中宮権大進・藤原重方（1124-）の長男。官位は従四位下・蔵人、春宮少進、宮内権大輔、陸奥守、相模守。

## 経歴
1140年頃、葉室家の傍流にあたる受領層の家系に生まれる。曾祖父は白河院の近臣として権勢を振った三事兼帯の藤原顕隆であり、父・重方も鳥羽院や後白河院に判官代として近侍し、近衛天皇や二条天皇の蔵人や弁官を務めた有能な実務官僚であった。また母方の祖父藤原清隆やその一流の藤原光隆・藤原定隆等も、鳥羽院や美福門院、八条院、二条天皇等に近侍した。
久寿2年（1155年）、守仁親王（二条天皇）立太子に際し、東宮権少進となる。二条天皇の践祚後、着実に昇進を重ねて、日向守・佐渡守を歴任し、上西門院や後白河院等に近侍する。承安2年（1172年）、高倉天皇中宮平徳子の立后に際し、中宮少進に任じられ、数年のうちに権大進に昇進する。治承2年（1178年）6月には、伯父の藤原光隆が養育していた範子内親王の斎院卜定所として「中御門南、京極西」の重頼邸が用いられる。この邸宅は、翌治年3月に火災により焼失したが、この時宮内権大輔であった。
1160年代、同じく二条天皇や高倉天皇周辺に仕えていた摂津源氏源頼政の娘で、二条院女房であった歌人二条院讃岐と婚姻、重光・有頼を儲ける。
治承・寿永の乱後、義兄弟にあたる源頼兼（頼政男）・広綱（頼政孫）らと共に鎌倉に仕え、源頼朝の側近の一人となる。文治元年（1185年）10月の勝長寿院落慶供養では会場設営以下の奉行を務めたほか、翌同2年正月の頼朝の鶴岡八幡宮参詣（直衣始）においても側近の一人として随行した。
この頃には各地の所領経営に乗り出していたことも断片的に伝わる。平家没官領であった隠岐国犬来・宇賀両牧（現島根県隠岐郡隠岐の島町犬来・西ノ島町宇賀）の地頭に任じられたが、周辺の国衙領・中村別符などにも支配域を拡大しようとしたため、文治4年（1188年）、隠岐守仲国に訴えられ、同年7月には頼朝に非法停止を命じられた。
また、若狭国においては、遠敷郡松永・宮川両保（現福井県小浜市北東部、『平家物語』「鵼」の逸話より、舅源頼政の所領であったとも推測される）の地頭となったが、やはり国司から後白河院を通じて横妨を訴えられ、同年9月に頼朝より非法を停止し、国衙課役を務めるよう命じられた。
その後は、建久5年（1195年）12月に頼兼と共に鎌倉に下り、永福寺薬師堂供養等に随行したほか、翌6年（1196年）3月の東大寺供養にも、頼朝側近の一人として供奉している。頼朝の死後、建仁元年（1201年）10月に源頼家の催した蹴鞠の判者として「相模守重頼」の名がみえていることから、その後相模守となっていた可能性がある。
没年は不明であるが、出家し「讃岐尼」と称された室・源頼政女が文暦2年（1235年）時点で若狭国宮川保の地頭となっていることが確認されている。

## 系譜
- 父：藤原重方

母：藤原清隆娘
- 妻：二条院讃岐 - 源頼政の娘
  - 男子：藤原重光
  - 男子：藤原有頼
- 生母不明の子女
  - 男子：藤原頼行
  - 男子：藤原頼隆